# Baumans Reinette

Baumanns renett (litografi av målning av Henriette Sjöberg (1842–1915)).

Baumanns renett är en äppelsort som är uppdragen i Van Mons plantskola "de la Fidelite" i Bryssel i början av 1800-talet. Den är uppkallad efter plantskoleägarna bröderna Baumann i Bollviller i Frankrike. Frukten är först beskriven av pomologen Adrian Diel år 1821. Äpplet är plattrunt, med gröngul grundfärg, täckt med röda strimmor. Det mognar i januari, hållarbar till mars. Trädet växer starkt och har en jämn och rik bördighet.. Plantskolan Alnarps Trädgårdar började att marknadsföra sorten i Sverige år 1879. Baumans Reinette odlas i Sverige i zon 1-3.